# Robert Wagner (ciclista)
Robert Wagner (Magdeburgo, 17 aprile 1983) è un dirigente sportivo ed ex ciclista su strada tedesco, professionista dal 2007 al 2019 e vincitore del titolo nazionale in linea nel 2011.

## Palmarès
- 2001 (Juniores)

1ª tappa Cottbuser Bundesliga Etappenfahrt
Münsterland Tour
- 2005 (TEAG Team Köstritzer)

8ª tappa Internationale Thüringen Rundfahrt
- 2006 (Continental Team Milram)

Schwarzbräu-Straßenpreis
7ª tappa International Cycling Classic
15ª tappa International Cycling Classic
Rund um Strausberg-Kord
- 2008 (Skil-Shimano, due vittorie)

Ronde van Noord-Holland
1ª tappa Ronde van Zeeland Seaports
- 2009 (Skil-Shimano, una vittoria)

2ª tappa Ronde van Zeeland Seaports (Terneuzen > Terneuzen)
- 2010 (Skil-Shimano, quattro vittorie)

2ª tappa Driedaagse van West-Vlaanderen (Torhout > Handzame)
Ronde van Noord-Holland
2ª tappa Bayern Rundfahrt (Viechtach > Bayreuth)
2ª tappa Ronde van Zeeland Seaports (Terneuzen > Terneuzen)
- 2011 (Team Leopard-Trek, una vittoria)

Campionati tedeschi, Prova in linea
- 2013 (Belkin Pro Cycling Team, una vittoria)

1ª tappa Ster ZLM Toer (Goes > Goes, cronometro)

### Altri successi
- 2010 (Skil-Shimano)

Shimano Road Race
- 2011 (Team Leopard-Trek)

1ª tappa Vuelta a España (Benidorm > Benidorm, cronosquadre)

## Piazzamenti

### Grandi Giri
- Giro d'Italia

2015: ritirato (4ª tappa)
- Tour de France

2016: 163º
2017: 164º
- Vuelta a España

2011: 162º
2013: 123º
2014: 151º

### Classiche monumento
- Milano-Sanremo

2011: 98º
2012: 110º
2014: 81º
2015: 144º
- Giro delle Fiandre

2013: 96º
2014: ritirato
2015: ritirato
2016: ritirato
2018: ritirato
- Parigi-Roubaix

2007: 56º
2008: 56º
2010: 44º
2013: 30º
2014: 77º
2015: 120º
2016: 52º
2017: ritirato

### Competizioni mondiali
- Campionati del mondo

Toscana 2013 - Cronometro a squadre: 12º